# Luciu
Luciu est une commune du județ de Buzău en Roumanie.
Sa population était de 2 911 habitants en 2011.